# Comté de Moira
Pour les articles homonymes, voir Moira (homonymie).
Le comté de Moira (en anglais : Shire of Moira) est une zone d'administration locale située dans l'État du Victoria en Australie, dont le siège est Cobram.

## Géographie
Le comté s'étend sur 4 045 km2 dans la région de Hume, au nord de l'État du Victoria et est bordé par le Murray qui le sépare de la Nouvelle-Galles du Sud. Il comprend les villes de Cobram, Nathalia, Numurkah et Yarrawonga.

## Histoire
Le comté est créé en 1994 par la fusion des comtés de Cobram, Nathalia et Numurkah, ainsi que des parties de ceux de Tungamah et Yarrawonga.

## Démographie
| 2001   | 2006   | 2011   | 2016   | 2021   |
| ------ | ------ | ------ | ------ | ------ |
| 25 401 | 27 087 | 28 124 | 29 112 | 30 522 |

## Politique et administration

### Administration locale
Le conseil comprend neuf membres élus pour un mandat de quatre ans. Les dernières élections ont eu lieu le 24 octobre 2020. Le conseil a été dissous le 7 mars 2023 par la ministre chargée des collectivités locales, Melissa Horne, à la suite de l'assassinat d'un employé, et un administrateur en chef, Graeme Emonson, a été nommé pour gérer les affaires de la collectivité jusqu'en 2028.

### Circonscriptions électorales
La zone est rattachée à la circonscription de Nicholls pour les élections fédérales et à celles d'Ovens Valley et Shepparton pour les élections à l'Assemblée législative de Victoria.